# Pseudobarbus
A Puntius  a csontos halak (Osteichthyes) főosztályának sugarasúszójú halak (Actinopterygii)  osztályába, a pontyalakúak (Cypriniformes) rendjébe, a pontyfélék (Cyprinidae) családjába, és az Barbinae alcsaládjába tartozó nem.

## Rendszerezés
A nemhez az alábbi fajok tartoznak.
- Pseudobarbus afer (Peters, 1864)
- Pseudobarbus burchelli (Smith, 1841)
- Pseudobarbus burgi (Boulenger, 1911)
- Pseudobarbus asper (Boulenger, 1911)
- Pseudobarbus phlegethon (Barnard, 1938)
- Pseudobarbus quathlambae (Barnard, 1938)
- Pseudobarbus tenuis  (Barnard, 1938)